# Мита
Ми́та — село в Україні, у Стрийському районі Львівської області. Населення становить 285 осіб. Орган місцевого самоврядування — Козівська сільська рада.
У селі є церква Собору Івана Хрестителя ПЦУ.

## Населення
Згідно з переписом УРСР 1989 року чисельність наявного населення села становила 287 осіб, з яких 142 чоловіки та 145 жінок.
За переписом населення України 2001 року в селі мешкали 283 особи. 100 % населення вказало своєю рідною мовою українську.

## Відомі люди
- Василь Шишканинець (псевдо: «Бір») — поручник УПА, ад'ютант курінного «Рена», командир сотні «Ударники-3»; загинув поблизу села.